# 20004 Audrey-Lucienne
A 20004 Audrey-Lucienne (ideiglenes jelöléssel 1991 GS6) a Naprendszer kisbolygóövében található aszteroida. Eric Walter Elst fedezte fel 1991. április 8-án.